# Telefonia per satèl·lit

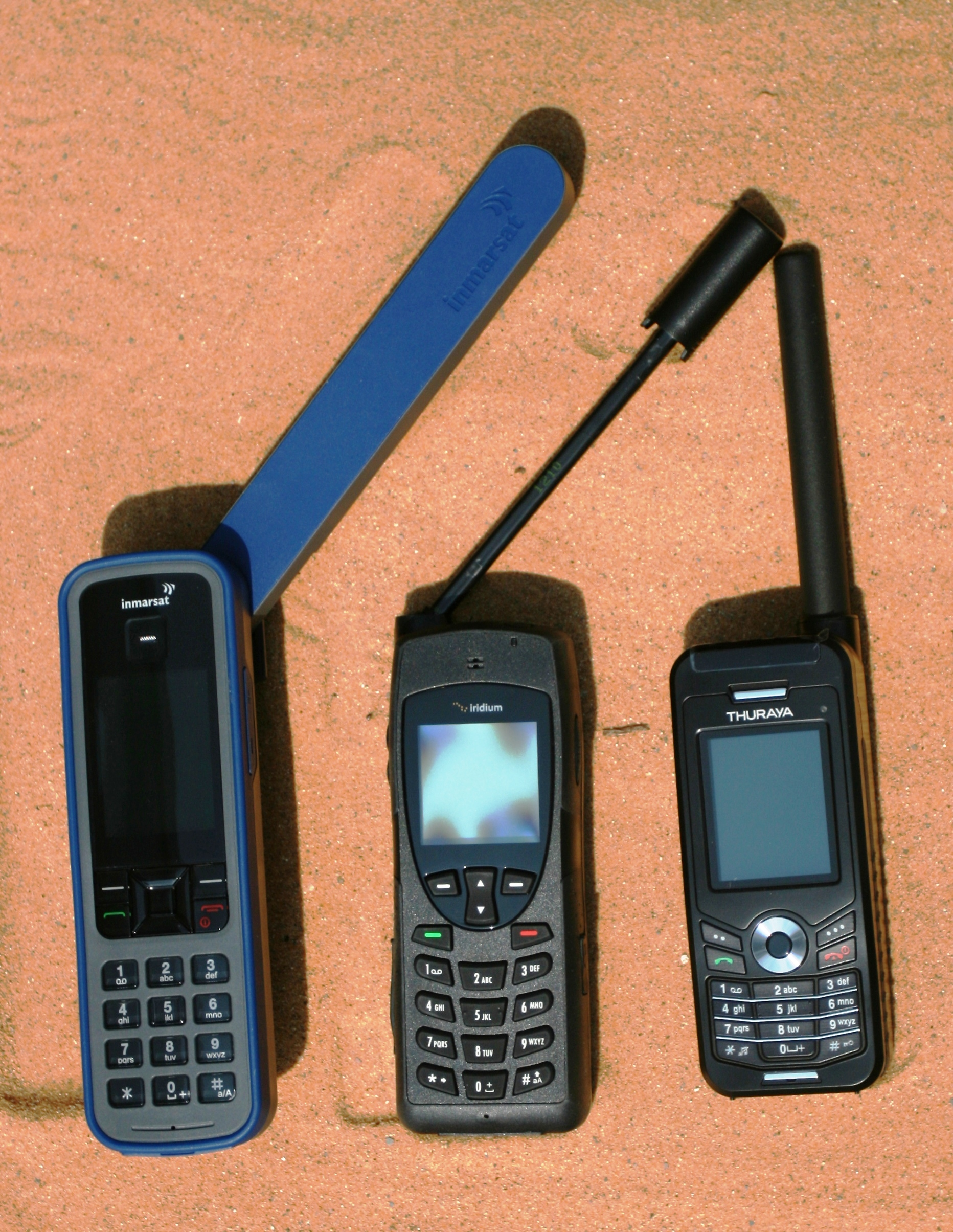
Telèfons per satèl·lit (IsatPhone Pro/Inmarsat, Iridium 9555, Thuraya XT)

La telefonia per satèl·lit és un entorn que proporciona una connexió de veu o de dades mitjançant el sistema de comunicacions bidireccionals per satèl·lit . La connexió amb el dispositiu final (telèfon, "telèfon mòbil") es fa per ràdio directament a un satèl·lit. En teoria, les trucades es poden fer a qualsevol part del món i fins i tot a zones sense cobertura de telefonia mòbil terrestre. El satèl·lit reenvia la trucada entrant a una estació terrestre, que connecta la trucada a la xarxa telefònica pública.

## Història

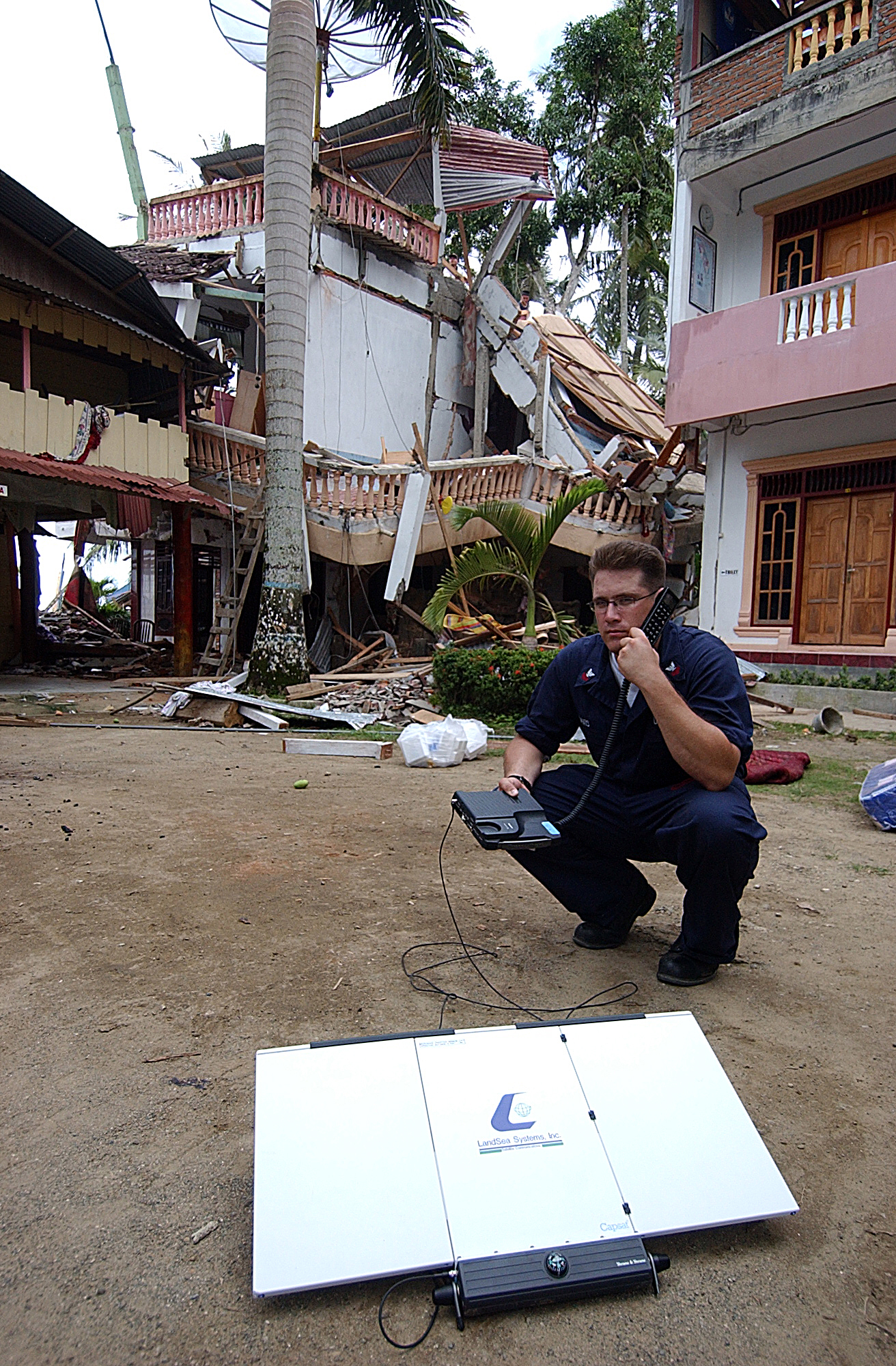
Dispositiu de comunicació per satèl·lit per a comunicacions de dades i veu (Inmarsat)

Els satèl·lits es van utilitzar per comunicar-se a llargues distàncies ja a finals dels anys setanta. Tanmateix, els sistemes de transmissió i recepció d'aquests sistemes eren molt grans i estacionaris. No va ser fins al 1982 que l' Organització Internacional de Satèl·lits Marítims ( Inmarsat ) va proporcionar un sistema per a dispositius mòbils que s'utilitzava principalment en el transport marítim. Els primers dispositius per a l'ús mòbil del sòl estaven disponibles l'any 1989.
A finals de la dècada de 1980 , Canadà va ser el primer país que va utilitzar telèfons per satèl·lit per proporcionar telecomunicacions a zones grans i poc poblades sense haver de proporcionar una infraestructura terrestre complexa. Poc després es va posar en marxa un sistema comparable als EUA. Els satèl·lits utilitzats estaven en posicions geoestacionàries.
A partir de 1985, Motorola va desenvolupar el sistema de comunicacions Iridium, els satèl·lits del qual giren al voltant de la Terra de pol a pol. Això també permet cobrir les regions polars que no són servides pels satèl·lits geoestacionaris, que sempre estan per sobre de l'equador.
En establir xarxes amb satèl·lits en òrbites baixes ( LEO, MEO ), es podria reduir significativament la distància entre el satèl·lit i el dispositiu final i així es podria reduir la potència de transmissió necessària en el dispositiu final. Només aquesta generació de dispositius va poder competir amb els telèfons mòbils ja establerts pel que fa a pes i mida, però no va poder desplaçar-los del mercat perquè, d'una banda, els dispositius i les tarifes de connexió d'aquestes xarxes són massa. cares, i d'altra banda, condicions marc completament diferents, com ara: . B. és necessària una visió clara del cel. Satèl·lits extremadament potents (p. B. Thuraya ) en una òrbita geosíncrona/geoestacionària pot reduir encara més la mida dels dispositius terminals.
Els primers proveïdors ara també s'atreveixen a fer l'acció d'equilibri "telèfon mòbil i telèfon per satèl·lit". Un dels pioners d'aquest enfocament és Spot LLC, una filial de l'operador de satèl·lits Globalstar, que recentment va introduir un dispositiu anomenat "SPOT Connect". Això fa possible les connexions per satèl·lit mitjançant un telèfon intel·ligent normal i modern. Això és possible mitjançant una connexió Bluetooth entre el dispositiu i un telèfon intel·ligent estàndard amb una aplicació de telèfon mòbil instal·lada.
Apple també va crear un grup de treball d'enginyers de les indústries de satèl·lits, espais i antenes per explorar les possibilitats de la telefonia per satèl·lit per a l'iPhone. El projecte de cinc anys pretén tenir en compte les lliçons apreses de fracassos anteriors com Iridium, Globalstar i Teledesic, que no van poder desenvolupar plans de negoci viables. Fins i tot pot ser necessari establir la seva pròpia infraestructura de satèl·lit. En ampliar la xarxa, el grup podria comptar amb àmplies reserves financeres que actualment superen els 200.000 milions de dòlars.

## Aplicació
Els telèfons per satèl·lit permeten la telefonia de veu fins i tot en regions sense recepció de telèfon mòbil. En general, els telèfons per satèl·lit no ofereixen recepció a tot el món. Abans d'utilitzar un telèfon per satèl·lit, s'ha d'aclarir si el telèfon per satèl·lit que s'utilitzarà té recepció i si l'operador de la xarxa de satèl·lit cobreix aquesta regió. La posició del satèl·lit al cel també s'hauria d'aclarir per a la regió d'operació. Amb una aplicació per a telèfons intel·ligents per al seguiment per satèl·lit, es pot calcular la ubicació actual del satèl·lit al cel. Per calcular la ubicació actual del satèl·lit, l'aplicació de seguiment per satèl·lit requereix dades TLE actuals.

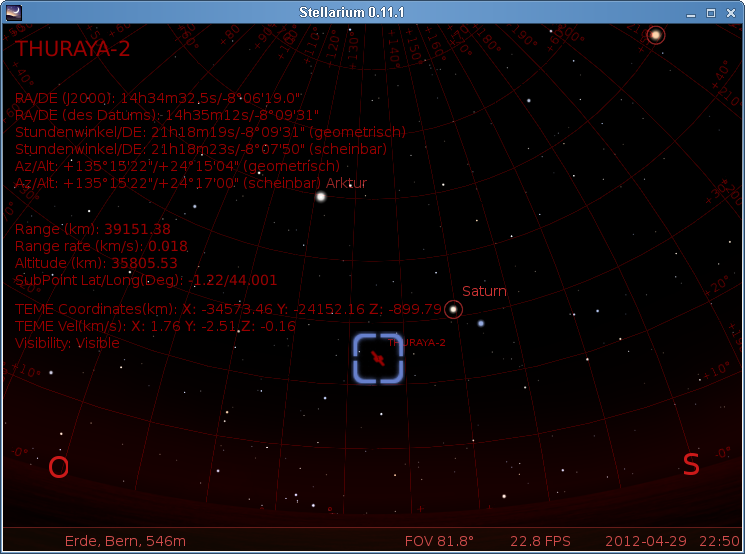
Posicio celesteThuraya2 a Berna el dia 29. Abril de 2012 a les 22.50 h

## Cobertura

Exemples de cobertura per una constel·lació de satèl·lits
Cobertura telefònica dels satèl·lits Iridi circulant en òrbita baixa sense obstacle ( restricció d'elevació) (groc : 1 satèl·lit visible, taronja : 2 satèl·lits visibles, vermell més de 2 satèl·lits)
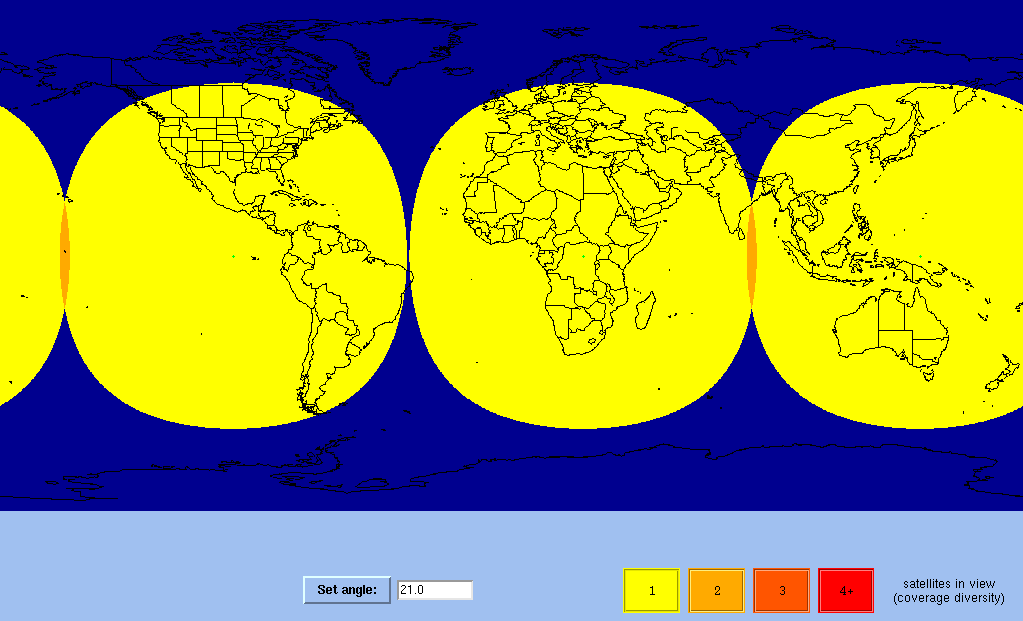
Cobertura telefònica dels satèl·lits geoestacionarises Inmarsat-4 amb un obstacle necessitant una elevació de 21°

Per a una comunicació fiable per satèl·lit, hi ha d'haver una línia de visió des de l'antena del telèfon fins al satèl·lit i la primera zona de Fresnel ha d'estar lliure d'obstacles.
Els telèfons per satèl·lit utilitzen freqüències de ràdio a la banda L. Els telèfons per satèl·lit no permeten la comunicació de veu en boscos densos amb arbres alts. Els senyals de ràdio d'ona llarga poden penetrar millor als boscos densos amb arbres alts. Per tant, els sistemes de comunicació per satèl·lit amb senyals de ràdio d'ona llarga al voltant de 300 són adequats MHz (banda de freqüència UHF inferior) millor per a la comunicació per satèl·lit forestal que els sistemes de comunicació per satèl·lit de banda L. És per això que, per exemple, les radiobalises d'emergència i els MUOS que alerten a través de la xarxa global de satèl·lits COSPAS-SARSAT no utilitzen la banda L, sinó senyals de ràdio d'ona llarga al voltant de 300 a 450. MHz (banda de freqüència UHF).
A les zones amb recepció de ràdio terrestre en la banda de freqüència VHF o UHF, s'ha d'utilitzar sempre la ràdio terrestre. Un exemple de ràdio terrestre són les comunicacions mòbils. La ràdio terrestre a la banda de freqüència VHF o UHF és més fiable que qualsevol comunicació per satèl·lit amb dispositius portàtils de mà. La ràdio terrestre té reserves de connexió mitjanes significativament més grans (marge d'enllaç) a la zona interior d'una cèl·lula de ràdio que la comunicació per satèl·lit. Si hi ha grans reserves de connexió (marge d'enllaç), una connexió de ràdio és possible encara que no hi hagi una línia de visió, per exemple, si un turó, bosc o edifici interromp la línia de visió entre l'antena emissora i receptora. L'atmosfera terrestre i el cinturó de Van Allen protegeixen la ràdio terrestre de les interferències còsmiques com ara el clima solar i els raigs còsmics.
| sistema    | coberta | Codi d'àrea    | Tel. | SMS | Dades            | Tipus de satèl·lits | Clients                            |
| ---------- | --- | -------------- | ---- | --- | ---------------- | ------------------- | ---------------------------------- |
| Iridium    | arreu del món | +881 6 +881 7  | Sí   | Sí  | 2,4 kbit/s       | LEO                 | 359.000                            |
| Thuraya    | Europa, Àfrica (excepte el sud d'Àfrica), Pròxim i Orient Mitjà, Àsia (excepte el nord-est de Sibèria), Austràlia, Oceania | +882 16        | Sí   | Sí  | 9,6 a 444 kbit/s | geosincrònic        | 250.000 més usuaris en itinerància |
| Globalstar | arreu del món, excepte les regions polars i alta mar                                                                       | +881 8è +881 9 | Sí   | Sí  | 9,6 kbit/s       | LEO                 |                                    |
| Inmarsat   | arreu del món, excepte les regions polars                                                                                  | +870           | Sí   | Sí  | 2,4 a 420 kbit/s | geoestacionari      |                                    |

| sistema                        | Codi d'àrea   | Tipus de satèl·lits | observació                                                 |
| ------------------------------ | ------------- | ------------------- | ---------------------------------------------------------- |
| ACeS                           | +882 20       | geoestacionari      | antiga oferta asiàtica un satèl·lit llançat: Garuda 1      |
| Odissea                        | +881 2 +881 3 | MEO                 | proveïdor nord-americà previst no s'han llançat satèl·lits |
| El·lipse                       | +881 2 +881 3 | LEO / MEO           | proveïdor nord-americà previst no s'han llançat satèl·lits |
| Comunicacions globals de l'ICO | +881 0 +881 1 | MEO                 | antic proveïdor nord-americà un satèl·lit llançat: ICO-G1  |

Prefixos d'àrea reservats Odyssey +881 2 i +881 3 van ser assignats a Ellipso per la UIT l'any 2000.